# Bezirk Rorschach
Der Bezirk Rorschach war bis Ende 2002 eine Verwaltungseinheit des Kantons St. Gallen in der Schweiz. Eggersriet gehört seit 2003 zum Wahlkreis St. Gallen, die anderen Gemeinden sind seither ein Teil des Wahlkreises Rorschach.

## 1803–1831
Der Bezirk Rorschach bestand seit der Gründung des Kantons St. Gallen im Jahr 1803 aus den Gemeinden Gaiserwald, Straubenzell, Tablat, Wittenbach, Häggenschwil, Muolen, Mörschwil, Untereggen, Steinach, Rorschach und Rorschacherberg.
Im Jahr 1831 wurde der bisherige Bezirk Rorschach aufgeteilt:
- Gaiserwald und Straubenzell kamen zum Bezirk Gossau
- Tablat, Wittenbach, Häggenschwil und Muolen kamen Bezirk Tablat
- die anderen Gemeinden verblieben beim Bezirk Rorschach

## 1831–2002
Das Bundesamt für Statistik führte den Bezirk unter der BFS-Nr. 1707.

## Die Gemeinden des ehemaligen Bezirks Rorschach
| Wappen          | Gemeindename    | PLZ       | Einwohner (31. Dezember 2023) | Fläche in km² | Einwohner pro km² |
| --------------- | --------------- | --------- | ----------------------------- | ------------- | ----------------- |
| Berg            | Berg            | 9305      | 1012                          | 3,76          | 269               |
| Eggersriet      | Eggersriet      | 9034      | 2475                          | 8,90          | 278               |
| Goldach         | Goldach         | 9403      | 9709                          | 4,71          | 2061              |
| Mörschwil       | Mörschwil       | 9402      | 3662                          | 9,84          | 372               |
| Rorschach       | Rorschach       | 9400      | 9955                          | 1,78          | 5593              |
| Rorschacherberg | Rorschacherberg | 9404      | 7685                          | 7,09          | 1084              |
| Steinach        | Steinach        | 9323      | 3580                          | 4,50          | 796               |
| Tübach          | Tübach          | 9327      | 1594                          | 1,99          | 801               |
| Untereggen      | Untereggen      | 9033      | 1027                          | 7,13          | 144               |
| Total (9)       | Total (9)       | Total (9) | 40’126                        | 49,70         | 807               |

## Veränderungen im Gemeindebestand
- 1826: Abspaltung von Goldach → Mörschwil und Goldach
- 1827: Abspaltung von Eggersriet → Untereggen und Eggersriet
- 1832: Aufspaltung von Steinach → Berg, Steinach und Tübach